# Оскар (кинопремия, 1962)
34-я церемония вручения наград премии «Оскар» за заслуги в области кинематографа за 1961 год состоялась 9 апреля 1962 года в Santa Monica Civic Auditorium (Санта-Моника, округ Лос-Анджелес, Калифорния). Номинанты были объявлены 26 февраля 1962 года.
Музыкальная драма «Вестсайдская история» была удостоена десяти наград (из 11 номинаций), включая призы в основных категориях: за лучший фильм года, мужскую и женскую роли второго плана (Джордж Чакирис и Рита Морено) и лучшую режиссёрскую работу, награду в которой впервые в истории «Оскара» разделили сразу два режиссёра – Роберт Уайз и Джером Роббинс.

## Фильмы, получившие несколько номинаций
| Фильм                                                  | номинации | награды |
| ------------------------------------------------------ | --------- | ------- |
| • Вестсайдская история / West Side Story               | 11        | 10      |
| • Нюрнбергский процесс / Judgment at Nuremberg         | 11        | 2       |
| • Мошенник / The Hustler                               | 9         | 2       |
| • Пушки острова Наварон / The Guns of Navarone         | 7         | 1       |
| • Завтрак у Тиффани / Breakfast at Tiffany’s           | 5         | 2       |
| • Фанни / Fanny                                        | 5         | -       |
| • Детский час / The Children’s Hour                    | 5         | -       |
| • Песня барабана цветов / Flower Drum Song             | 5         | -       |
| • Сладкая жизнь / La dolce vita                        | 4         | 1       |
| • Лето и дым / Summer and Smoke                        | 4         | -       |
| • Пригоршня чудес / Pocketful of Miracles              | 3         | -       |
| • Эль Сид / El Cid                                     | 3         | -       |
| • Отмороженный профессор / The Absent-Minded Professor | 3         | -       |
| • Великолепие в траве / Splendor in the Grass          | 2         | 1       |
| • Малыши в стране игрушек / Babes in Toyland           | 2         | -       |
| • Ловушка для родителей / The Parent Trap              | 2         | -       |

## Список лауреатов и номинантов
★ Лауреаты выделены отдельным цветом. 

### Основные категории
| Категории                         | Лауреаты и номинанты                                                                                  | Лауреаты и номинанты                                                                            | Лауреаты и номинанты                                                                            |
| --------------------------------- | --- | ----------------------------------------------------------------------------------------------- | ----------------------------------------------------------------------------------------------- |
| Лучший фильм                      | ★ Вестсайдская история / West Side Story (продюсер: Роберт Уайз)                                      | ★ Вестсайдская история / West Side Story (продюсер: Роберт Уайз)                                | ★ Вестсайдская история / West Side Story (продюсер: Роберт Уайз)                                |
| Лучший фильм                      | • Фанни / Fanny (продюсер: Джошуа Логан)                                                              |                                                                                                 |                                                                                                 |
| Лучший фильм                      | • Пушки острова Наварон / The Guns of Navarone (продюсер: Карл Форман)                                |                                                                                                 |                                                                                                 |
| Лучший фильм                      | • Мошенник / The Hustler (продюсер: Роберт Россен)                                                    |                                                                                                 |                                                                                                 |
| Лучший фильм                      | • Нюрнбергский процесс / Judgment at Nuremberg (продюсер: Стэнли Крамер)                              |                                                                                                 |                                                                                                 |
| Лучшая режиссура                  | Роберт Уайз                                                                                           | ★ Роберт Уайз и Джером Роббинс за фильм «Вестсайдская история»                                  | Джером Роббинс                                                                                  |
| Лучшая режиссура                  | Роберт Уайз                                                                                           | • Джей Ли Томпсон — «Пушки острова Наварон»                                                     | Джером Роббинс                                                                                  |
| Лучшая режиссура                  | Роберт Уайз                                                                                           | • Роберт Россен — «Мошенник»                                                                    | Джером Роббинс                                                                                  |
| Лучшая режиссура                  | Роберт Уайз                                                                                           | • Стэнли Крамер — «Нюрнбергский процесс»                                                        | Джером Роббинс                                                                                  |
| Лучшая режиссура                  | Роберт Уайз                                                                                           | • Федерико Феллини — «Сладкая жизнь»                                                            | Джером Роббинс                                                                                  |
| Лучший актёр                      | | ★ Максимилиан Шелл — «Нюрнбергский процесс» (за роль Ганса Рольфа)                              | ★ Максимилиан Шелл — «Нюрнбергский процесс» (за роль Ганса Рольфа)                              |
| Лучший актёр                      | • Шарль Буайе — «Фанни» (за роль Сезара)                                                              |                                                                                                 |                                                                                                 |
| Лучший актёр                      | • Пол Ньюман — «Мошенник» (за роль Эдди Фелсона)                                                      |                                                                                                 |                                                                                                 |
| Лучший актёр                      | • Спенсер Трейси — «Нюрнбергский процесс» (за роль старшего судьи Дэна Хэйвуда)                       |                                                                                                 |                                                                                                 |
| Лучший актёр                      | • Стюарт Уитман — «Метка» (за роль Джима Фуллера)                                                     |                                                                                                 |                                                                                                 |
| Лучшая актриса                    | Софи Лорен                                                                                            | ★ Софи Лорен — «Чочара» (за роль Чезиры)                                                        | ★ Софи Лорен — «Чочара» (за роль Чезиры)                                                        |
| Лучшая актриса                    | Софи Лорен                                                                                            | • Одри Хепбёрн — «Завтрак у Тиффани» (за роль Холли Голайтли)                                   |                                                                                                 |
| Лучшая актриса                    | Софи Лорен                                                                                            | • Пайпер Лори — «Мошенник» (за роль Сары Паккард)                                               |                                                                                                 |
| Лучшая актриса                    | Софи Лорен                                                                                            | • Джеральдин Пейдж — «Лето и дым» (за роль Алмы Уайнмиллер)                                     |                                                                                                 |
| Лучшая актриса                    | Софи Лорен                                                                                            | • Натали Вуд — «Великолепие в траве» (за роль Уилмы Дин «Дини» Лумис)                           |                                                                                                 |
| Лучший актёр второго плана        | | ★ Джордж Чакирис — «Вестсайдская история» (за роль Бернардо)                                    | ★ Джордж Чакирис — «Вестсайдская история» (за роль Бернардо)                                    |
| Лучший актёр второго плана        | • Монтгомери Клифт — «Нюрнбергский процесс» (за роль Рудольфа Петерсена)                              |                                                                                                 |                                                                                                 |
| Лучший актёр второго плана        | • Питер Фальк — «Пригоршня чудес» (за роль Джой Боя)                                                  |                                                                                                 |                                                                                                 |
| Лучший актёр второго плана        | • Джекки Глисон — «Мошенник» (за роль «Толстяка Миннесоты»)                                           |                                                                                                 |                                                                                                 |
| Лучший актёр второго плана        | • Джордж К. Скотт — «Мошенник» (за роль Берта Гордона)                                                |                                                                                                 |                                                                                                 |
| Лучшая актриса второго плана      | | ★ Рита Морено — «Вестсайдская история» (за роль Аниты)                                          | ★ Рита Морено — «Вестсайдская история» (за роль Аниты)                                          |
| Лучшая актриса второго плана      | • Фэй Бейнтер — «Детский час» (за роль миссис Амелии Тилфорд)                                         |                                                                                                 |                                                                                                 |
| Лучшая актриса второго плана      | • Джуди Гарленд — «Нюрнбергский процесс» (за роль Ирен Хоффман)                                       |                                                                                                 |                                                                                                 |
| Лучшая актриса второго плана      | • Лотте Ленья — «Римская весна миссис Стоун» (за роль графини Магды Террибили-Гонсалес)               |                                                                                                 |                                                                                                 |
| Лучшая актриса второго плана      | • Уна Меркел — «Лето и дым» (за роль миссис Уайнмиллер)                                               |                                                                                                 |                                                                                                 |
| Лучший оригинальный сценарий      | ★ Уильям Индж — «Великолепие в траве»                                                                 | ★ Уильям Индж — «Великолепие в траве»                                                           | ★ Уильям Индж — «Великолепие в траве»                                                           |
| Лучший оригинальный сценарий      | • Валентин Ежов и Григорий Чухрай — «Баллада о солдате»                                               |                                                                                                 |                                                                                                 |
| Лучший оригинальный сценарий      | • Серджо Амидеи, Диего Фаббри и Индро Монтанелли — «Генерал делла Ровере»                             |                                                                                                 |                                                                                                 |
| Лучший оригинальный сценарий      | • Федерико Феллини, Туллио Пинелли, Эннио Флайано и Брунелло Ронди — «Сладкая жизнь»                  |                                                                                                 |                                                                                                 |
| Лучший оригинальный сценарий      | • Стэнли Шапиро и Пол Хеннинг — «Вернись, моя любовь»                                                 |                                                                                                 |                                                                                                 |
| Лучший адаптированный сценарий    | ★ Эбби Манн — «Нюрнбергский процесс» (на основе сценария автора для одноимённой телепостановки)       | ★ Эбби Манн — «Нюрнбергский процесс» (на основе сценария автора для одноимённой телепостановки) | ★ Эбби Манн — «Нюрнбергский процесс» (на основе сценария автора для одноимённой телепостановки) |
| Лучший адаптированный сценарий    | • Джордж Аксельрод — «Завтрак у Тиффани» (по одноимённому роману Трумена Капоте)                      |                                                                                                 |                                                                                                 |
| Лучший адаптированный сценарий    | • Карл Форман — «Пушки острова Наварон» (по одноимённому роману Алистера Маклина)                     |                                                                                                 |                                                                                                 |
| Лучший адаптированный сценарий    | • Сидни Кэрролл и Роберт Россен — «Мошенник» (по одноимённому роману Уолтера Тевиса)                  |                                                                                                 |                                                                                                 |
| Лучший адаптированный сценарий    | • Эрнест Леман — «Вестсайдская история» (на основе сценария Артура Лорентса для одноимённого мюзикла) |                                                                                                 |                                                                                                 |
| Лучший фильм на иностранном языке | ★ Сквозь тусклое стекло / Såsom i en spegel (Швеция) реж. Ингмар Бергман                              | ★ Сквозь тусклое стекло / Såsom i en spegel (Швеция) реж. Ингмар Бергман                        | ★ Сквозь тусклое стекло / Såsom i en spegel (Швеция) реж. Ингмар Бергман                        |
| Лучший фильм на иностранном языке | • Гарри и дворецкий / Harry og kammertjeneren (Дания) реж. Бент Кристенсен                            |                                                                                                 |                                                                                                 |
| Лучший фильм на иностранном языке | • Бессмертная любовь / 永遠の人 (Eien no hito) (Япония) реж. Кэйсукэ Киносита                         |                                                                                                 |                                                                                                 |
| Лучший фильм на иностранном языке | • Важный человек / Ánimas Trujano (El hombre importante) (Мексика) реж. Исмаэль Родригес              |                                                                                                 |                                                                                                 |
| Лучший фильм на иностранном языке | • Пласидо / Plácido (Испания) реж. Луис Гарсия Берланга                                               |                                                                                                 |                                                                                                 |

### Другие категории
| Категории                                                        | Лауреаты и номинанты                                                                                             |
| ---------------------------------------------------------------- | --- |
| Лучшая музыка: Саундтрек к драматическому или комедийному фильму | ★ Генри Манчини — «Завтрак у Тиффани»                                                                            |
| Лучшая музыка: Саундтрек к драматическому или комедийному фильму | • Миклош Рожа — «Эль Сид»                                                                                        |
| Лучшая музыка: Саундтрек к драматическому или комедийному фильму | • Моррис Столофф и Гарри Сукман — «Фанни»                                                                        |
| Лучшая музыка: Саундтрек к драматическому или комедийному фильму | • Дмитрий Тёмкин — «Пушки острова Наварон»                                                                       |
| Лучшая музыка: Саундтрек к драматическому или комедийному фильму | • Элмер Бернстайн — «Лето и дым»                                                                                 |
| Лучшая музыка: Саундтрек к музыкальному фильму                   | ★ Сол Чаплин, Джонни Грин, Сид Рамин и Ирвин Костал — «Вестсайдская история»                                     |
| Лучшая музыка: Саундтрек к музыкальному фильму                   | • Джордж Брунс — «Малыши в стране игрушек»                                                                       |
| Лучшая музыка: Саундтрек к музыкальному фильму                   | • Альфред Ньюман и Кен Дэрби — «Песня барабана цветов»                                                           |
| Лучшая музыка: Саундтрек к музыкальному фильму                   | • Дмитрий Шостакович — «Хованщина»                                                                               |
| Лучшая музыка: Саундтрек к музыкальному фильму                   | • Дюк Эллингтон — «Парижский блюз»                                                                               |
| Лучшая песня к фильму                                            | ★ Moon River — «Завтрак у Тиффани» — музыка: Генри Манчини, слова: Джонни Мёрсер                                 |
| Лучшая песня к фильму                                            | • Bachelor in Paradise — «Холостяк в раю» — музыка: Генри Манчини, слова: Мак Дэвид                              |
| Лучшая песня к фильму                                            | • Love Theme From El Cid (The Falcon and The Dove) — «Эль Сид» — музыка: Миклош Рожа, слова: Пол Френсис Уэбстер |
| Лучшая песня к фильму                                            | • Pocketful of Miracles — «Пригоршня чудес» — музыка: Джимми Ван Хэйсен, слова: Сэмми Кан                        |
| Лучшая песня к фильму                                            | • Town without Pity — «Безжалостный город» — музыка: Дмитрий Тёмкин, слова: Нэд Вашингтон                        |
| Лучший монтаж                                                    | ★ Томас Стэнфорд — «Вестсайдская история»                                                                        |
| Лучший монтаж                                                    | • Уильям Рейнольдс — «Фанни»                                                                                     |
| Лучший монтаж                                                    | • Алан Осбистон — «Пушки острова Наварон»                                                                        |
| Лучший монтаж                                                    | • Фредерик Кнудсон — «Нюрнбергский процесс»                                                                      |
| Лучший монтаж                                                    | • Филип В. Андерсон — «Ловушка для родителей»                                                                    |
| Лучшая операторская работа (Чёрно-белый фильм)                   | ★ Ойген Шюфтан — «Мошенник»                                                                                      |
| Лучшая операторская работа (Чёрно-белый фильм)                   | • Эдвард Колман — «Отмороженный профессор»                                                                       |
| Лучшая операторская работа (Чёрно-белый фильм)                   | • Франц Планер — «Детский час»                                                                                   |
| Лучшая операторская работа (Чёрно-белый фильм)                   | • Эрнест Ласло — «Нюрнбергский процесс»                                                                          |
| Лучшая операторская работа (Чёрно-белый фильм)                   | • Дэниел Л. Фапп — «Один, два, три»                                                                              |
| Лучшая операторская работа (Цветной фильм)                       | ★ Дэниел Л. Фапп — «Вестсайдская история»                                                                        |
| Лучшая операторская работа (Цветной фильм)                       | • Джек Кардифф — «Фанни»                                                                                         |
| Лучшая операторская работа (Цветной фильм)                       | • Расселл Метти — «Песня барабана цветов»                                                                        |
| Лучшая операторская работа (Цветной фильм)                       | • Гарри Стрэдлинг ст. — «Величие одного» (англ.)                                                                 |
| Лучшая операторская работа (Цветной фильм)                       | • Чарльз Лэнг — «Одноглазые валеты»                                                                              |
| Лучшая работа художника (Чёрно-белый фильм)                      | ★ Гарри Хорнер (постановщик), Джин Каллахан (декоратор) — «Мошенник»                                             |
| Лучшая работа художника (Чёрно-белый фильм)                      | • Кэрролл Кларк (постановщик), Эмиль Кури, Хэл Гаусман (декораторы) — «Отмороженный профессор»                   |
| Лучшая работа художника (Чёрно-белый фильм)                      | • Фернандо Каррере (постановщик), Эдвард Дж. Бойл (декоратор) — «Детский час»                                    |
| Лучшая работа художника (Чёрно-белый фильм)                      | • Рудольф Стернад (постановщик), Джордж Мило (декоратор) — «Нюрнбергский процесс»                                |
| Лучшая работа художника (Чёрно-белый фильм)                      | • Пьеро Герарди — «Сладкая жизнь»                                                                                |
| Лучшая работа художника (Цветной фильм)                          | ★ Борис Левен (постановщик), Виктор А. Гангелин (декоратор) — «Вестсайдская история»                             |
| Лучшая работа художника (Цветной фильм)                          | • Хэл Перейра, Роланд Андерсон (постановщики), Сэм Комер, Рэй Мойер (декораторы) — «Завтрак у Тиффани»           |
| Лучшая работа художника (Цветной фильм)                          | • Веньеро Коласанти, Джон Мур (постановщики) — «Эль Сид»                                                         |
| Лучшая работа художника (Цветной фильм)                          | • Александр Голицын, Джозеф Ч. Райт (постановщики), Ховард Бристоль (декоратор) — «Песня барабана цветов»        |
| Лучшая работа художника (Цветной фильм)                          | • Хэл Перейра, Уолтер Х. Тайлер (постановщики), Сэм Комер, Артур Крамс (декораторы) — «Лето и дым»               |
| Лучший дизайн костюмов (Чёрно-белый фильм)                       | ★ Пьеро Герарди — «Сладкая жизнь»                                                                                |
| Лучший дизайн костюмов (Чёрно-белый фильм)                       | • Дороти Джикинс — «Детский час»                                                                                 |
| Лучший дизайн костюмов (Чёрно-белый фильм)                       | • Ховард Шоуп — «Клодель Инглиш»                                                                                 |
| Лучший дизайн костюмов (Чёрно-белый фильм)                       | • Жан Луи — «Нюрнбергский процесс»                                                                               |
| Лучший дизайн костюмов (Чёрно-белый фильм)                       | • Ёсиро Мураки — «Телохранитель»                                                                                 |
| Лучший дизайн костюмов (Цветной фильм)                           | ★ Ирен Шарафф — «Вестсайдская история»                                                                           |
| Лучший дизайн костюмов (Цветной фильм)                           | • Билл Томас — «Малыши в стране игрушек»                                                                         |
| Лучший дизайн костюмов (Цветной фильм)                           | • Жан Луи — «Переулок»                                                                                           |
| Лучший дизайн костюмов (Цветной фильм)                           | • Ирен Шарафф — «Песня барабана цветов»                                                                          |
| Лучший дизайн костюмов (Цветной фильм)                           | • Эдит Хэд и Уолтер Планкетт — «Пригоршня чудес»                                                                 |
| Лучший звук                                                      | ★ Фред Хайнс (Todd-AO SSD), Гордон Сойер (Samuel Goldwyn SSD) — «Вестсайдская история»                           |
| Лучший звук                                                      | • Гордон Сойер (Samuel Goldwyn SSD) — «Детский час»                                                              |
| Лучший звук                                                      | • Уолдон О. Уотсон (Revue SSD) — «Песня барабана цветов»                                                         |
| Лучший звук                                                      | • Джон Кокс (Shepperton SSD) — «Пушки острова Наварон»                                                           |
| Лучший звук                                                      | • Роберт О. Кук (Walt Disney SSD) — «Ловушка для родителей»                                                      |
| Лучшие спецэффекты                                               | ★ Билл Уоррингтон (визуальные эффекты), Крис Гринхэм (звуковые эффекты) — «Пушки острова Наварон»                |
| Лучшие спецэффекты                                               | • Роберт А. Мэтти, Юстас Лисетт (визуальные эффекты) — «Отмороженный профессор»                                  |
| Лучший документальный полнометражный фильм                       | ★ Небо и грязь / Le Ciel et la Boue (продюсеры: Артур Кон и Рене Лафюит)                                         |
| Лучший документальный полнометражный фильм                       | • Великая Олимпиада / La grande Olimpiade (dell Istituto Nazionale Luce, оргкомитет XVII Летних Олимпийских игр) |
| Лучший документальный короткометражный фильм                     | ★ Проект «Надежда» / Project Hope (продюсер: Frank P. Bibas)                                                     |
| Лучший документальный короткометражный фильм                     | • Breaking the Language Barrier (United States Air Force)                                                        |
| Лучший документальный короткометражный фильм                     | • Cradle of Genius (продюсеры: Джим О’Коннор и Том Хэйес)                                                        |
| Лучший документальный короткометражный фильм                     | • / Kahl (Dido-Film-GmbH)                                                                                        |
| Лучший документальный короткометражный фильм                     | • / L’uomo in grigio (продюсер: Бенедетто Бенедетти)                                                             |
| Лучший игровой короткометражный фильм                            | ★ Большие корабли идут в море / Seawards the Great Ships (Templar Film Studios)                                  |
| Лучший игровой короткометражный фильм                            | • Играй в мяч! / Ballon Vole (Ciné-Documents)                                                                    |
| Лучший игровой короткометражный фильм                            | • Лицо Иисуса / The Face of Jesus (продюсер: Джон Д. Дженнингс)                                                  |
| Лучший игровой короткометражный фильм                            | • / Rooftops of New York (продюсер: Роберт Гаффни)                                                               |
| Лучший игровой короткометражный фильм                            | • Очень мило, очень мило / Very Nice, Very Nice (National Film Board of Canada)                                  |
| Лучший короткометражный фильм (мультипликация)                   | ★ Суррогат / Surogat (Загреб-фильм)                                                                              |
| Лучший короткометражный фильм (мультипликация)                   | • Аквамания / Aquamania (продюсер: Уолт Дисней)                                                                  |
| Лучший короткометражный фильм (мультипликация)                   | • Будь готов / Beep Prepared (продюсер: Чак Джонс)                                                               |
| Лучший короткометражный фильм (мультипликация)                   | • Глупость Нелли / Nelly’s Folly (продюсер: Чак Джонс)                                                           |
| Лучший короткометражный фильм (мультипликация)                   | • Крысолов из Гуадалупе / The Pied Piper of Guadalupe (продюсер: Фриз Фрилинг)                                   |

### Специальные награды
| Награда                                                         | Лауреаты |
| --------------------------------------------------------------- | --- |
| Премия за выдающиеся заслуги в кинематографе (Почётный «Оскар») | ★ Уильям Л. Хендрикс — за его патриотическую деятельность, а также участие в создании сценария и производстве фильма студии Военно-морских сил «Отряд в боевой готовности», который сделал честь Академии и киноиндустрии. (for his outstanding patriotic service in the conception, writing and production of the Marine Corps film, «A Force in Readiness», which has brought honor to the Academy and the motion picture industry.) |
| Премия за выдающиеся заслуги в кинематографе (Почётный «Оскар») | ★ Фред Л. Метцлер — за преданность делу и выдающиеся заслуги перед Академией кинематографических искусств и наук. (for his dedication and outstanding service to the Academy of Motion Picture Arts and Sciences.) |
| Премия за выдающиеся заслуги в кинематографе (Почётный «Оскар») | ★ Джером Роббинс — за яркие достижения в искусстве кинохореографии. |
| Награда имени Ирвинга Тальберга                                 | ★ Стэнли Крамер |
| Награда имени Джина Хершолта                                    | ★ Джордж Ситон |

## Научно-технические награды
| Категории | Лауреаты |
| --------- | --- |
| Class I   | Не присуждалась |
| Class II  | • Sylvania Electric Products, Inc. — за разработку ручного мощного фотографического осветителя, известного как Sun Gun Professional. |
| Class II  | • Джеймс Дэйл, С. Уилсон, Х. Э. Райс, Джон Руд, Лори Аткин, Уодсворт Э. Поль, Х. Писгуд (Technicolor Corp.) — для процесса автоматической выборочной печати. |
| Class II  | • Э. И. Спонабл, Герберт Э. Брэгг (Исследовательский отдел 20th Century-Fox), Ф. Д. Лесли, Р. Д. Уитмор, А. А. Алден, Эндел Пул, Джеймс Б. Гордон (Исследовательский отдел 20th Century-Fox, Deluxe Laboratories, Inc.) — для системы распаковки и перекомпоновки изображений CinemaScope для обычных соотношений сторон. |
| Class III | • Hurletron, Inc., подразделение электрического глазного оборудования (Hurletron, Inc., Electric Eye Equipment Division) — для автоматической системы смены света для кинопринтеров. |
| Class III | • Уодсворт Э. Поль (Technicolor Corp.) — за интегрированного процесса передачи звука и изображения. |